# I Dreamt I Woke Up
I Dreamt I Woke Up és un documental irlandès dirigit per John Boorman. Protagonitzat per John Hurt i Janet McTeer, i pel director i el seu fill Charley. El documental explora la casa i veïns de John Boorman i les qualitats místiques de les Muntanyes Wicklow així com la seva influència en algunes de les pel·lícules de Boorman.